# Friedelise Stutte
Friedelise Stutte (* 13. März 1984 in Berlin als Désirée Philipp) ist eine deutsche Schauspielerin und Sängerin.

## Leben
Die gebürtige Berlinerin fand ihren Weg zur Musik zunächst durch die Trompete. Nach dem Abitur widmete sie sich erst einmal dem Darstellenden Spiel und konnte ihre Stimme durch jahrelanges Schauspiel- und Sprechtraining bilden. Seit 2003 spielt sie in unterschiedlichsten Film- und Fernsehproduktionen.
In der RTL-Seifenoper Hinter Gittern – Der Frauenknast spielte sie von 2006 bis 2007 die Justizvollzugsbeamtin Iris Römer. In weiteren Rollen ist sie auch in Die Familienanwältin, Ludgers Fall, Auf Angriff, Kommissar Marthaler – Ein allzu schönes Mädchen und Soko Wismar zu sehen.
Seit 2013 spielt sie außerdem in unterschiedlichen französischen Filmen (Pour la France, Métamorphoses, Une histoire de France).
Von 2009 bis 2011 nahm sie an der Studienvorbereitenden Ausbildung an der Musikschule Paul Hindemith in Berlin-Neukölln teil. Von 2011 bis 2014 studierte sie Jazzgesang am Institut für Musik Osnabrück und ging im August 2014 an die Technisch-Naturwissenschaftliche Universität Norwegens (Department of Music Trondheim). 2015 beendete sie ihr Studium und lebt nun wieder in Berlin.
Sie arbeitet als Gesanglehrerin, Sängerin und Sprecherin in unterschiedlichsten Projekten, komponiert und ist Teil des Kollektivs Sung Sound. Seit 2013 ist sie als freie Mitarbeiterin beim WDR 3 Jazz & World tätig.

## Diskografie und Filmografie

### Diskografie
(mit ihrer Band "ist")
- Roter Faden (2015, selbst veröffentlicht)

### Als Sprecherin und Komponistin
- Käpt’n Karabelli – Ein musikalisches Seeabenteuer (2016, selbst veröffentlicht)

### Filmografie
- 2003: SOKO Wismar (1 Folge)
- 2006: Hinter Gittern – Der Frauenknast
- 2012: Kommissar Marthaler (1 Folge)

## Preise und Auszeichnungen
- 2003 First Steps Award Nominierung (Auf Angriff)[2]
- 2013 Study Up Award mit der Band „ist“[3]
- 2013 Einladung zum bundesweiten Jazznachwuchsfestival Moritzbastei Leipzig
- 2013 Festival du Film de Vendome, Prix d’interprétation (Pour la France)[4]
- 2016 Nommé Meilleur jeune espoir au 21e Festival Jean Carmet (Une Histoire de France)[5]